# Oakland Raiders 1978
La stagione 1978 degli Oakland Raiders è stata la nona della franchigia nella National Football League, la 19ª complessiva. Durante una gara di pre-stagione, Jack Tatum paralizzò il wide receiver dei New England Patriots Darryl Stingley dal petto in giù con un colpo violento.
Il 1978 si rivelò un anno di alti e bassi per il club. Il quarterback Ken Stabler disputò una delle sue peggiori stagioni, passando 16 touchdown e subendo 30 intercetti. Il gioco sulle corse non fu efficace come negli anni passati e anche un wide receiver di livello come Cliff Branch ricevette un solo touchdown. La stagione iniziò con una sconfitta per 14-6 a Denver. I Raiders si ripresero però salendo a 5–3 e po a 8–4. Dopo una sconfitta all'ultimo minuto contro i Seattle Seahawks 17–16, la squadra perse ancora contro i Broncos e poi contro i Dolphins. Un'ininfluente vittoria per 27–20 sui Minnesota Vikings permise ai Raiders di continuare la propria striscia di stagioni consecutive con più vittorie che sconfitte ma non fu sufficiente per tornare ai playoff. Questa fu l'ultima stagione di John Madden come capo-allenatore della squadra, prima di essere sostituito da Tom Flores.

## Scelte nel Draft 1978
| Scelte dei Raiders nel Draft 1978 |        |                    |       |                 |
| Giro                              | Scelta | Giocatore          | Ruolo | College         |
| 2                                 | 54     | Dave Browning      | DE    | Washington      |
| 3                                 | 57     | Derrick Jensen     | RB    | Texas-Arlington |
| 3                                 | 82     | Lindsey Mason      | T     | Kansas          |
| 4                                 | 86     | Maurice Harvey     | DB    | Ball St.        |
| 4                                 | 108    | Joe Stewart        | WR    | Missouri        |
| 5                                 | 136    | Derrick Ramsey     | TE    | Kentucky        |
| 6                                 | 143    | Tom Davis          | C     | Nebraska        |
| 6                                 | 164    | Mike Levenseller   | WR    | Washington St.  |
| 7                                 | 176    | Arthur Whittington | RB    | SMU             |
| 7                                 | 192    | Earl Inmon         | LB    | Bethune-Cookman |
| 8                                 | 207    | Mark Nichols       | LB    | Colorado St.    |
| 11                                | 291    | Dean Jones         | DB    | Fresno St.      |
| 11                                | 304    | Bob Glazebrook     | DB    | Fresno St.      |
| 12                                | 332    | Joe Conron         | WR    | Pacific         |

## Roster
| Roster degli Oakland Raiders nel 1978 |
| --- |
| Quarterback - 11 David Humm - 12 Ken Stabler Running Back - 40 Pete Banaszak - 28 Clarence Davis - 34 Booker Russell - 30 Mark van Eeghen FB - 22 Arthur Whittington Wide Receiver - 25 Fred Biletnikoff - 81 Morris Bradshaw - 21 Cliff Branch Tight End - 87 Dave Casper - 84 Derrick Ramsey Offensive Linemen - 50 Dave Dalby C - 70 Henry Lawrence T - 71 Lindsey Mason T - 65 Mickey Marvin G - 78 Art Shell T - 66 Steve Sylvester G - 63 Gene Upshaw G Defensive Linemen - 72 John Matuszak DE - 76 Mike McCoy DT - 74 Dave Rowe DT - 60 Otis Sistrunk DE - 67 Pat Toomay DE Linebacker - 39 Willie Hall - 83 Ted Hendricks - 58 Monte Johnson - 53 Rod Martin - 41 Phil Villapiano Defensive Back - 43 George Atkinson FS - 24 Willie Brown CB - 20 Neal Colzie FS - 36 Mike Davis SS - 37 Lester Hayes CB - 31 Jack Tatum FS Special Team - 8 Ray Guy P - 14 Errol Mann K |
| Legenda - I rookie sono in corsivo. - Il primo ruolo è il principale mentre gli eventuali successivi indicano i ruoli secondari. - (IR) sta per Injured Reserve ed indica la lista ristretta per un solo giocatore infortunato che può tornare ad allenarsi dopo la settimana 6 e a rientrare in prima squadra dopo che questa ha giocato 8 partite. - (NF-Inj.) / (NF-Ill.) stanno rispettivamente per Non-Football Injured e Non-Football Illness ed indicano le liste dove viene inserito un giocatore che ha un infortunio o una malattia non dipendente dal football americano. - (PUP) sta per Physically Unable to Perform ed indica la lista dove viene inserito un giocatore mentre è in attesa di recuperare la condizione fisica. Nella stagione regolare dopo la sesta partita giocata dalla propria squadra, il giocatore ha tempo tre settimane per riprendere ad allenarsi, più tre settimane aggiuntive dal suo rientro agli allenamenti per rientrare in prima squadra. |

## Calendario
| Stagione regolare |                       |           |
| Turno             | Avversario            | Risultato |
| 1                 | at Denver Broncos     | S 14–6    |
| 2                 | at San Diego Chargers | V 21–20   |
| 3                 | at Green Bay Packers  | V 28–3    |
| 4                 | New England Patriots  | S 21–14   |
| 5                 | at Chicago Bears      | V 25–19   |
| 6                 | Houston Oilers        | V 21–17   |
| 7                 | Kansas City Chiefs    | V 28–6    |
| 8                 | at Seattle Seahawks   | S 27–7    |
| 9                 | San Diego Chargers    | S 27–23   |
| 10                | at Kansas City Chiefs | V 20–10   |
| 11                | at Cincinnati Bengals | V 34–21   |
| 12                | Detroit Lions         | V 29–17   |
| 13                | Seattle Seahawks      | S 17–16   |
| 14                | Denver Broncos        | S 21–6    |
| 15                | at Miami Dolphins     | S 23–6    |
| 16                | Minnesota Vikings     | V 27–20   |

## Classifiche
| AFC West Division  |    |    |   |      |     |      |     |     |     |
|                    | V  | S  | P | %    | DIV | CONF | PF  | PS  | STR |
| Denver Broncos(3)  | 10 | 6  | 0 | .625 | 7–1 | 8–4  | 282 | 198 | S1  |
| Seattle Seahawks   | 9  | 7  | 0 | .563 | 4–4 | 6–6  | 345 | 358 | V1  |
| Oakland Raiders    | 9  | 7  | 0 | .563 | 3–5 | 5–7  | 311 | 283 | V1  |
| San Diego Chargers | 9  | 7  | 0 | .563 | 5–3 | 7–5  | 355 | 309 | V3  |
| Kansas City Chiefs | 4  | 12 | 0 | .250 | 1–7 | 4–10 | 243 | 327 | S2  |